# IBF Tranås
IBF Tranås (Innebandyföreningen Tranås) är en av Tranås kommuns största idrottsföreningar med cirka 250 aktiva medlemmar. 
Föreningen bildades den 1 mars 1987  av bland annat spelaren Jonny Kullander, klubbens meste poängplockare genom tiderna. Parallellt med detta fanns ytterligare en föreningen i kommunen, Tranås IBK. Fram till 1989 spelade båda föreningarna seriespel var för sig innan man gick samman till en förening. I och med sammanslagningen kom den nya föreningen att heta IBF Tranås eftersom detta lag befann sig en division högre än Tranås IBK.
Den nya föreningen fick 2 seniorlag. Dessutom startades ett juniorlag. Först efter sammanslagningen fick innebandyn möjlighet att träna på stor matchplan i Tranås idrottshall.
1990 startades Innebandyskolan för första gången. Den blev en succé direkt, 120 barn anmälde sig och de ansvariga ledarna fick till och med tacka nej till några ungdomar. Samma år startades träning för tjejer för första gången. Året därpå deltog de för första gången i seriespel.
1996 vann IBF Tranås herrar kvalet till division 1 och spelade i landets näst högsta serie fram till 2001. 1998 var laget ytterst nära att nå elitserien men Bräckans IBK tog platsen trots två förluster mot IBF under säsongen.
2002 ramlade IBf Tranås ur division 1 och efter några år i division 2 spelade laget i division 3 säsongerna 2006/2007 och 2007/2008. Säsongen 2011/2012 spelade IBF Tranås i division 3. Säsongen 2012/2013 gick IBF Tranås upp till division 2, och sedan till division 1. Säsongen 2013/2014 var början på flera tunga år för IBF Tranås. Från att ha spelat i division 1 säsongen 2013/2014 spelar de nu i division 4 Herrar östra. Säsongen 2016/2017 slutade de på en tredje plats i serien, men fick en gratisplats till division 3, och där spelar de säsongen 2017/2018.